# Dinocheirus subrudis
Dinocheirus subrudis är en spindeldjursart som först beskrevs av Luigi Balzan 1892.  Dinocheirus subrudis ingår i släktet Dinocheirus och familjen blindklokrypare. Inga underarter finns listade i Catalogue of Life.